# Svaz světů
Svaz světů je fiktivní vesmírné impérium z příběhů série Nadace amerického spisovatele Isaaca Asimova. Jeho přítomnost lze zaznamenat v knize Druhá Nadace.

## Historie
Svaz světů bylo vesmírné impérium založené Mezkem v roce 322 éry Nadace (nebo též roku 1 Prvního Občana Svazu) po podrobení První Nadace. Zatímco tato spojovala světy volnými obchodními svazky, Svaz světů byl ovládán velmi pevně, díky Mezkově schopnosti kontrolovat emoce lidí. Mezek pocházel z planety Gaia (planeta s kolektivním vědomím, odkud uprchl) a během pěti let dokázal vybudovat ohromné dominium.
Jeho prvním úspěchem bylo dobytí planety Kalgan a poté jeho expanze vesmírem pokračovala závratným tempem. Během roku si podrobil i První Nadaci s její sídelní planetou Terminus (za vlády starosty Indbura III.) a následně i 27 Svobodných obchodních světů (Radole, Haven, Iss, Mnemon,...). Díky svým mimořádným psychickým schopnostem dokázal ovládnout své protivníky a učinit z nich spojence. Příkladem toho byl kapitán Nadace Han Pritcher, jenž se dokonce pokusil spáchat na Mezka atentát, neúspěšně. Byl odhalen již na počátku akce. Poté sloužil ve Svazu světů pod Mezkovým vedením jako oddaný generál a podnikl celkem šest výprav do vesmíru, aby nalezl Druhou Nadaci - společenství mentaliků, které pro Mezka představovalo potenciální nebezpečí.
Druhá Nadace byla příčinou zastavení rozmachu Svazu světů. Mezek byl již blízko odhalení její polohy, avšak v poslední chvíli mu v tom zabránila Bayta Darellová, když zastřelila Eblinga Mise, jenž usilovně pátral v archívech Galaktické knihovny na Trantoru po její poloze. Kdyby to neudělala, Mezkovi by již nic nestálo v cestě za ovládnutím celé Galaxie, nicméně z dlouhodobějšího hlediska by to znamenalo zánik civilizace na několik desítek tisíc let.
Mezek a jeho Svaz světů byl fenomén, s tímto faktorem Seldonův psychohistorický plán nepočítal. Existence Druhé Nadace přinutila Mezka k odstoupení od své bezmezné expanzivní politiky a nastolení konsolidace Svazu. Během tohoto pětiletého období se Mezek pokoušel vypátrat polohu Druhé Nadace. Za tímto účelem vyslal šestkrát do akce generála Hana Pritchera, při poslední misi doprovázeného i ambiciózním Bailem Channisem.
Jako sídlo svého impéria nezvolil Mezek hlavní planetu První Nadace Terminus, nýbrž centrálněji položený Kalgan - planetu s dlouholetou tradicí aristokratické zábavy. Tituloval sám sebe jako Prvního Občana Svazu. Encyclopedia Galactica uvádí Mezka jako osobu, která po pádu první Galaktické říše dokázala opět sjednotit vesmír . Jeho impérium bylo politicky klidné a ekonomicky prosperující (protože měl všechny pod kontrolou, nebyla proti němu opozice). Vývoj technologií (v němž vynikala dříve První Nadace) pokračoval nadále.
Mezek podepsal dohodu o neutralitě s prezidentem Sayshellského svazu Kallem, netoužil zabrat území v blízkosti své rodné planety Gaia.
Druhá Nadace se připravovala na útok proti Mezkovi, pomalu infiltrovala do jeho impéria a nepatrně ovlivňovala mysl jeho doposud spolehlivých lidí. Nebezpečím pro Seldonův plán přestal Mezek být po konfrontaci s Prvním Mluvčím Druhé Nadace po útoku Mezkovy flotily na Tazendu.
Mezek vládl necelých 10 let, jeho špatný fyzický stav mu více nedovolil. Po smrti Mezka se v čele Svazu světů vystřídalo několik mužů, kteří pokračovali v tradici a nazývali se Prvními Občany (prvním z nich byl generál Han Pritcher). Nadace pro ně měla pojmenování Lordi z Kalganu. 
Jeden z dalších vůdců Kalganu, Lord Stettin rozpoutal válku proti První Nadaci. Zpočátku dosahoval úspěchů, ale s postupným prodlužováním bojů začal ztrácet dobyté pozice a v bitvě u Quoristonu se situace zcela obrátila. 125 válečných lodí Nadace rozprášilo díky chytrému taktickému obchvatu (a několika dalším faktorům) přes 240 kalganských lodí z celkového počtu 300.
Lord Stettin byl donucen podepsat příměří a přestože si podržel svou funkci, jeho armáda byla odzbrojena, v jeho koloniích byla vyhlášena samostatnost a umožněn plebiscit . 
Impérium Svaz světů tímto značně ztratilo na významu a posléze zaniklo a bylo včleněno zpět do Nadace.

## Statistické údaje
- letopočet založení:
  - 1 éry Prvního Občana Svazu
  - 322 éry Nadace
  - 12 390 galaktické éry
- éra trvání:
  - 1 - 57 éry Prvního Občana Svazu
  - 322 - 378 éry Nadace
  - 12 390 - 12 446 galaktické éry
- hlavní planeta: Kalgan
- zakladatel říše: První Občan Svazu - Mezek
- počet obyvatel: 1/15 obyvatel Galaxie [2]
- rozloha: 1/10 rozlohy Galaxie [2]

## Neúplný seznam vládců Svazu světů
- Mezek – zakladatel Svazu světů.
- Han Pritcher – nástupce Mezka.
- Lord Thallos
- Lord Stettin – nástupce Lorda Thallose.